# Chapeiry
Chapeiry és un municipi francès situat al departament de l'Alta Savoia i a la regió d'Alvèrnia-Roine-Alps. L'any 2007 tenia 739 habitants.

## Demografia

### Població
El 2007 la població de fet de Chapeiry era de 739 persones. Hi havia 258 famílies de les quals 32 eren unipersonals (8 homes vivint sols i 24 dones vivint soles), 89 parelles sense fills, 125 parelles amb fills i 12 famílies monoparentals amb fills.
La població ha evolucionat segons el següent gràfic:
Habitants censats

### Habitatges
El 2007 hi havia 288 habitatges, 257 eren l'habitatge principal de la família, 15 eren segones residències i 15 estaven desocupats. 254 eren cases i 31 eren apartaments. Dels 257 habitatges principals, 225 estaven ocupats pels seus propietaris, 25 estaven llogats i ocupats pels llogaters i 7 estaven cedits a títol gratuït; 1 tenia una cambra, 10 en tenien dues, 23 en tenien tres, 57 en tenien quatre i 167 en tenien cinc o més. 246 habitatges disposaven pel capbaix d'una plaça de pàrquing. A 83 habitatges hi havia un automòbil i a 167 n'hi havia dos o més.

### Piràmide de població
La piràmide de població per edats i sexe el 2009 era:
| Homes | Edats   | Dones |
| ----- | ------- | ----- |
| 0     | 95 o +  | 0     |
| 0     | 90 a 94 | 0     |
| 0     | 85 a 89 | 0     |
| 0     | 80 a 84 | 0     |
| 12    | 75 a 79 | 4     |
| 0     | 70 a 74 | 8     |
| 8     | 65 a 69 | 12    |
| 28    | 60 a 64 | 16    |
| 12    | 55 a 59 | 28    |
| 20    | 50 a 54 | 8     |
| 20    | 45 a 49 | 20    |
| 24    | 40 a 44 | 32    |
| 44    | 35 a 39 | 24    |
| 20    | 30 a 34 | 28    |
| 8     | 25 a 29 | 16    |
| 0     | 20 a 24 | 8     |
| 16    | 15 a 19 | 20    |
| 20    | 10 a 14 | 24    |
| 40    | 5 a 9   | 24    |
| 24    | 0 a 4   | 16    |

## Economia
El 2007 la població en edat de treballar era de 490 persones, 362 eren actives i 128 eren inactives. De les 362 persones actives 343 estaven ocupades (185 homes i 158 dones) i 18 estaven aturades (6 homes i 12 dones). De les 128 persones inactives 48 estaven jubilades, 50 estaven estudiant i 30 estaven classificades com a «altres inactius».

### Ingressos
El 2009 a Chapeiry hi havia 261 unitats fiscals que integraven 753 persones, la mediana anual d'ingressos fiscals per persona era de 22.146 €.

### Activitats econòmiques
Dels 26 establiments que hi havia el 2007, 1 era d'una empresa extractiva, 2 d'empreses de fabricació d'altres productes industrials, 7 d'empreses de construcció, 4 d'empreses de comerç i reparació d'automòbils, 2 d'empreses de transport, 2 d'empreses d'hostatgeria i restauració, 1 d'una empresa immobiliària, 5 d'empreses de serveis, 1 d'una entitat de l'administració pública i 1 d'una empresa classificada com a «altres activitats de serveis».
Dels 7 establiments de servei als particulars que hi havia el 2009, 3 eren paletes, 1 guixaire pintor, 1 fusteria, 1 lampisteria i 1 agència immobiliària.
L'any 2000 a Chapeiry hi havia 15 explotacions agrícoles que ocupaven un total de 585 hectàrees.

## Equipaments sanitaris i escolars
El 2009 hi havia una escola elemental integrada dins d'un grup escolar amb les comunes properes formant una escola dispersa.

## Poblacions més properes
El següent diagrama mostra les poblacions més properes.